# امامزاده میرسالارفارتق
امامزاده میرسالار، امام زاده ای در روستای فارتق اطراف بخش دیشموک شهرستان کهگیلویه در استان کهگیلویه و بویراحمد ایران است.

## جمعیت
روستا فارتق در دهستان بهمئی سرحدی شرقی قرار دارد و براساس سرشماری مرکز آمار ایران در سال ۱۳۸۵، جمعیت آن ۳۱۰ نفر (۵۷خانوار) بوده‌است.